# Johannes Schade
Johannes Schade (5 april 1921 - Kassel, 4 januari 2014) was een Duits componist, arrangeur, dirigent en militair.

## Levensloop
Schade werd op 11 juli 1956, kort na oprichting van de Bundeswehr, in Uetersen dirigent van het Musikkorps der Luftwaffe 1 en begon met 16 muzikanten. Al spoedig werd het korps groter tot rond 70 muzikanten. Op 4 september 1956 werd het muziekkorps van de luchtmacht verlegd naar Münster en werd het commando van het luchtmacht-grondorganisatie onderstelt. Sinds 1 augustus 1958 werd de naam veranderd in Luftwaffenmusikkorps III. Johannes Schade was dirigent van dit muziekkorps tot 2 mei 1964 en gaf het dirigeer-stokje verder aan zijn opvolger Ottomar Fabry.
Aansluitend was hij dirigent van het bij het Muziekkorps van de landmacht Nr. 6 te Hamburg. Al met dit orkest heeft hij verschillende platen opgenomen. In 1975 werd hij Musikinspizient der Bundeswehr, vergelijkbaar met de Inspecteur van de militaire muziek in Nederland. In deze functie heeft hij veel voor het behouden van historische marsen gedaan. Hij heeft ervoor gezorgd dat een ganze reeks van waardevolle marsen opnieuw ingericht werden niet in vergetelheid geraakt zijn. Onder andere heeft hij navolgende marsen uit keurvorstelijke Saksen voor hedendaags instrumentarium ingericht:
- Marsch vom Kursächsischen Regiment General von Lindt in Zwickau
- Marsch vom Kursächsischen Regiment General von Langenau in Guben
- Sächsischer Zapfenstreich
- Marsch vom Kursächsischen Regiment Prinz Gotha in Lucca/Niederlausitz
- Marsch vom Kursächsischen Regiment General von Zanthier in Torgau
- Präsentiermarsch vom Kursächsischen Regiment Prinz Clemens in Langensalza
- Marsch vom Kursächsischen Regiment General von Leroq in Döblin
- Marsch vom Kursächsischen Regiment Prinz Maximilian in Chemnitz
- Marsch vom Kursächsischen Regiment Prinz Anton in Großenhain
- Marsch vom Kursächsischen Regiment General von Reitzenstein in Leipzig

Verder navolgde marsen:
- Marsch der Leibgarde (Der Kesseldorfer)
- Regimentsmarsch des Regiments Erbprinz Ludwig von Hessen-Darmstadt Nr. 12
- Marsch des Prinzen Ferdinand (Althessischer Marsch)
- Marsch des Kurhannoverschen Infanterie Regiments von Meding
- Regimentsmarsch des Regiments Fürst Moritz Nr. 22
- Marsch des Infanterie Regiments von Möllendorf Nr. 25 ( 1806)
- Marsch des Russischen Infanterie Regiments Sewastopol
- Marsch des Regiments "Prinz Heinrich"
- Marsch des Regiments "Prinz Ferdinand"

Een grote verzameling van oude legermarsen heeft hij samen met het Heeresmusikkorps 5, later: Heeresmusikkorps 300, in Koblenz en onder leiding van Heinz Schlüter op langspeelplaten en 5 CD's opgenomen. 
International gewaardeerd zijn ook de bewerkingen van Schade van:
- 3 Zapfenstreiche für Harmoniemusik van Ludwig van Beethoven
  1. Zapfenstreich Nr. 1 in F groot - "York'scher Marsch", WoO 18
  2. Zapfenstreich Nr. 2
  3. Zapfenstreich Nr. 3
- Wellingtons Sieg oder die Schlacht bei Vittoria, op. 91 van Ludwig van Beethoven
- Teufelstanz von Josef Hellmesberger

In september 1979 is Johannes Schade met pensioen gegaan. Naast boven genoemde bewerkingen heeft hij ook zelf gecomponeerd, waarvan de mars Start in die Wolken het bekendst is.

## Publicaties
- Johannes Schade: Zur Geschichte des Grenadiermarsches B-Dur v. Ludwig van Beethoven, in: Mitteilungsblatt des "Arbeitskreises Militärmusik" in der Deutschen Gesellschaft für Heereskunde.  16. Jahrgang Nr. 2 - Juni 1993

## Discografie
- Bauer Studio's Ludwigsburg, BCD7278; Heeresmusikkorps 5 Koblenz, Ltg.: Heinz Schlüter und Johannes Schade: Deutsche Armeemärsche und der große Zapfenstreich, cd-box met 5 cd's
  1. Deutsche Armee- und Heeresmärsche aus der Preußischen Armeemarschsammlung (cd 1-3)
  2. Königlich Preußische Armeemärsche (cd 3)
  3. Deutsche Heeresmärsche aus Hannover, Hessen und Bayern und Sachsen (cd 4-5)
  4. Der Große Zapfenstreich (cd 5)